# Vaga general catalana d'octubre de 2017

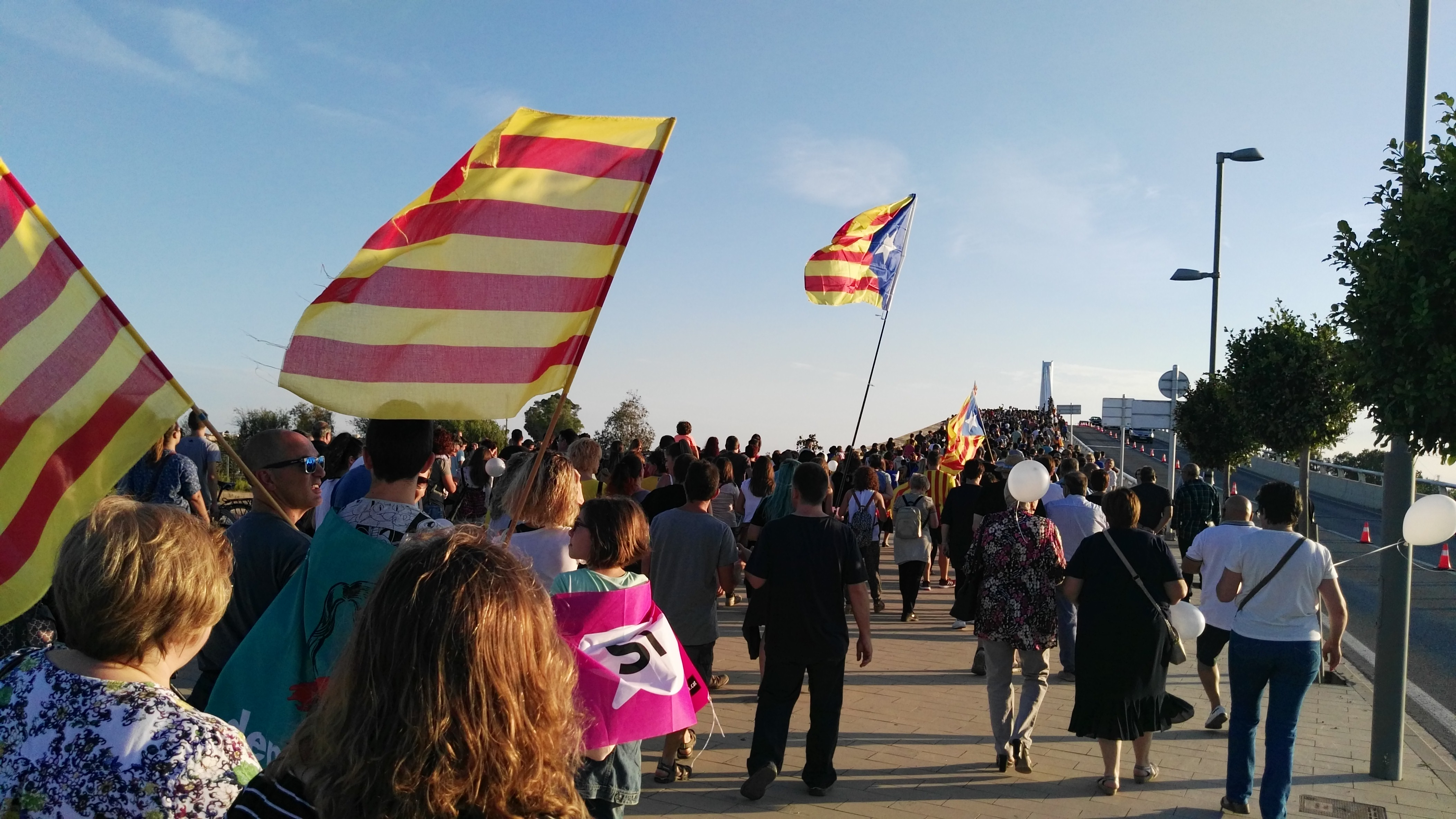
Concentració per la pau, pel respecte i per la democràcia a Deltebre.

La vaga general catalana de 2017 (també coneguda com a vaga 3-O) fou una vaga general convocada a Catalunya el dimarts 3 d'octubre de 2017 pels sindicats CGT, CNT, COS, I-CSC i IAC, així com pels diferents Comitès de Defensa de la Vaga, successors dels Comitès de Defensa del Referèndum. El motiu de la convocatòria fou per a denunciar la vulneració de drets i l'empitjorament de les condicions laborals en diferents centres de treball fruit de la intervenció en ells dels cossos de la Policia espanyola i la Guàrdia Civil, emmarcada dins la campanya repressiva anomenada Operació Anubis contra la celebració del referèndum sobre la independència de Catalunya. Davant la urgència dels esdeveniments, la petició de vaga fou tramitada el 21 de setembre i d'acord amb el preavís legalment establert, aquesta no es pogué realitzar abans del 3 d'octubre.
Paral·lelament, l'1 d'octubre, després dels violents fets repressius durant la jornada electoral del referèndum sobre la independència de Catalunya, la Taula per la Democràcia decidí convocar una paralització social general, sota el nom d'Aturada de país, pel mateix 3 d'octubre. La composició d'aquesta plataforma gaudí de gran transversalitat, agrupant a entitats socials (Assemblea Nacional Catalana, Òmnium Cultural), organitzacions sindicals (CCOO, UGT, USOC) i organitzacions patronals (PIMEC, CECOT), entre moltes altres. La principal Associació empresarial, la Patronal Foment es mostrà contrària a la vaga. El motiu fou per a reivindicar la dignitat del poble català i denunciar la repressió de l'Estat espanyol contra la ciutadania de Catalunya.

## Convocatòria

### 2 d'octubre
La Taula per la Democràcia instà a fer concentracions davant dels centres de treball o als Ajuntaments a les 12 h amb l'objectiu de "lluitar contra la repressió i per les llibertats".
Durant la tarda els Comitès de defensa del Referèndum d'arreu es van reunir a places i pobles del país en assemblea per tal de coordinar els actes de l'endemà. La nit del 2 al 3 d'octubre centenars de manifestants es van concentrar a les portes d'alguns hotels on dormien els policies nacionals i guàrdies civils per a manifestar-se sorollosament.

### 3 d'octubre
Els sindicats impulsors de la vaga convocaren a les 12 h a manifestació a les capitals de comarca i a les 18 h manifestació a la capital de l'àrea regional. En el cas de Barcelona, la manifestació de tarda està convocada a Jardinets de Gràcia, la cruïlla entre l'avinguda Diagonal i passeig de Gràcia. Els bombers, per la seva banda, han anunciat una manifestació a les 11 del matí davant la Delegació del Govern a Barcelona.
Per la seva banda, la Taula per la Democràcia ha convocat concentracions a les 11 h a l'institut Ramon Llull, que fou un dels diversos centres afectats durant el referèndum per la policia, i a les 18 h a la plaça de la Universitat. Sindicats, entitats i partits encara debaten si l'aturada s'ha d'allargar més d'un dia.

## Transcurs de la jornada

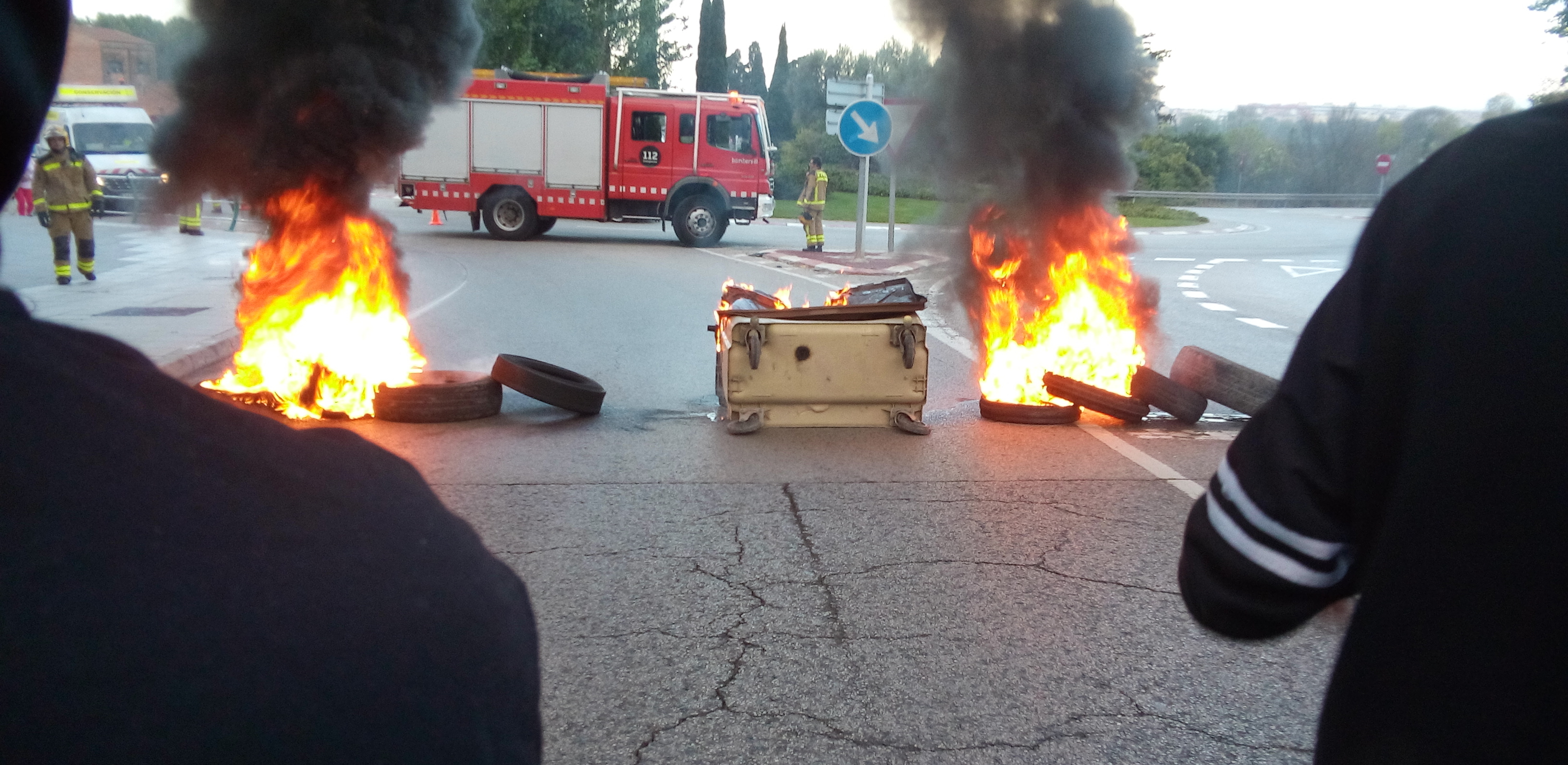
Es van produir talls amb barricades en algunes entrades de la ciutat de Tarragona.

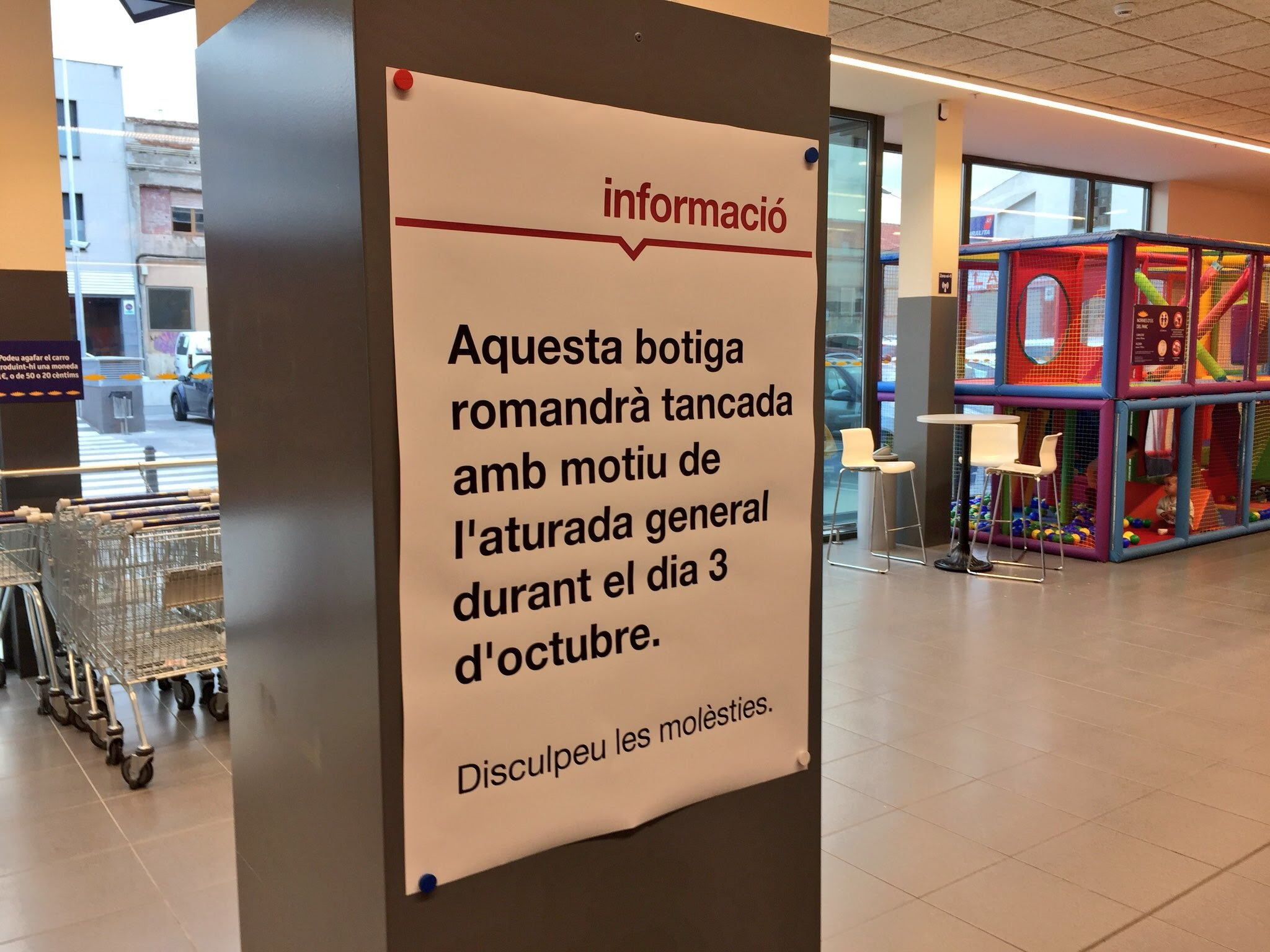
Cartell a Sabadell anunciant l'aturada

A primera hora del matí es van tallar les principals carreteres del país en diversos punts. Des de les principals vies de Barcelona a l'AP-7, que es va tallar per tres punts de les comarques de Girona i al Penedès, així com l'AP-2 a Molins de Rei, la C-32 a l'altura de Sitges i la C-25 a Vic. Unes 15 grans vies principals i els accessos a França i Andorra van ser tallats abans de les 8 h. La principal via afectada fou l'AP-7 amb 10 quilòmetres de retencions; segons trànsit hi hagué problemes de circulació per manifestacions i marxes lentes a les següents vies: C-31, C-32, B-10, C-16, C-17, C-25, C-28, C-37, C-252, C-58, C-63, C-65, B-23, B-30, C-66, GI-514, N-145, N-154, N-340, N-240, N-260, N-420 i N-II. També va haver-hi afectacions i talls a la Via Laietana, la Meridiana o la Ronda Litoral de Barcelona. A Tarragona van quedar tallats els tres ponts urbans sobre el riu Francolí afectant la C-31B, T-11 i N-340, també es van produir talls a la plaça Imperial Tàrraco i a la Part Alta. Va quedar afectats, i alguns casos suspesos, els serveis urbans i interurbans d'autobús.
La vaga va ser àmpliament secundada. Els estibadors del Port de Barcelona i del Port de Tarragona van secundar la vaga al 100%. També ho van fer alguns grans centres logístics, com Mercabarna, així com gran part de centres educatius i sanitaris. La Diputació de Girona va decidir no adherir-se a la vaga.
A l'ensenyament la vaga tingué un seguiment pràcticament total. Fou molt ampli en el transport públic, no circularen autobusos per Barcelona, i al Metro només els combois en servei mínims. Seguiren també la vaga treballadors de grans empreses, la banca, grans centres comercials, malgrat que les empreses no se sumaren a la suposada aturada.
Al conjunt de l'administració pública la seguí més del 70% dels treballadors. El seguiment també que fou majoritari en els petites empreses, arribant al 88 % entre empreses tancades de forma parcial o total i els empleats que exerciren el dret a vaga.
Al llarg del dia la demanda elèctrica va baixar un 11,5% , situant-se en el nivell d'un dia festiu.
A quarts de nou del matí es va informar que els vaixells espanyols amarrats al Port de Barcelona allargarien la seva estada fins a l'11 d'octubre.

### Manifestacions i concentracions

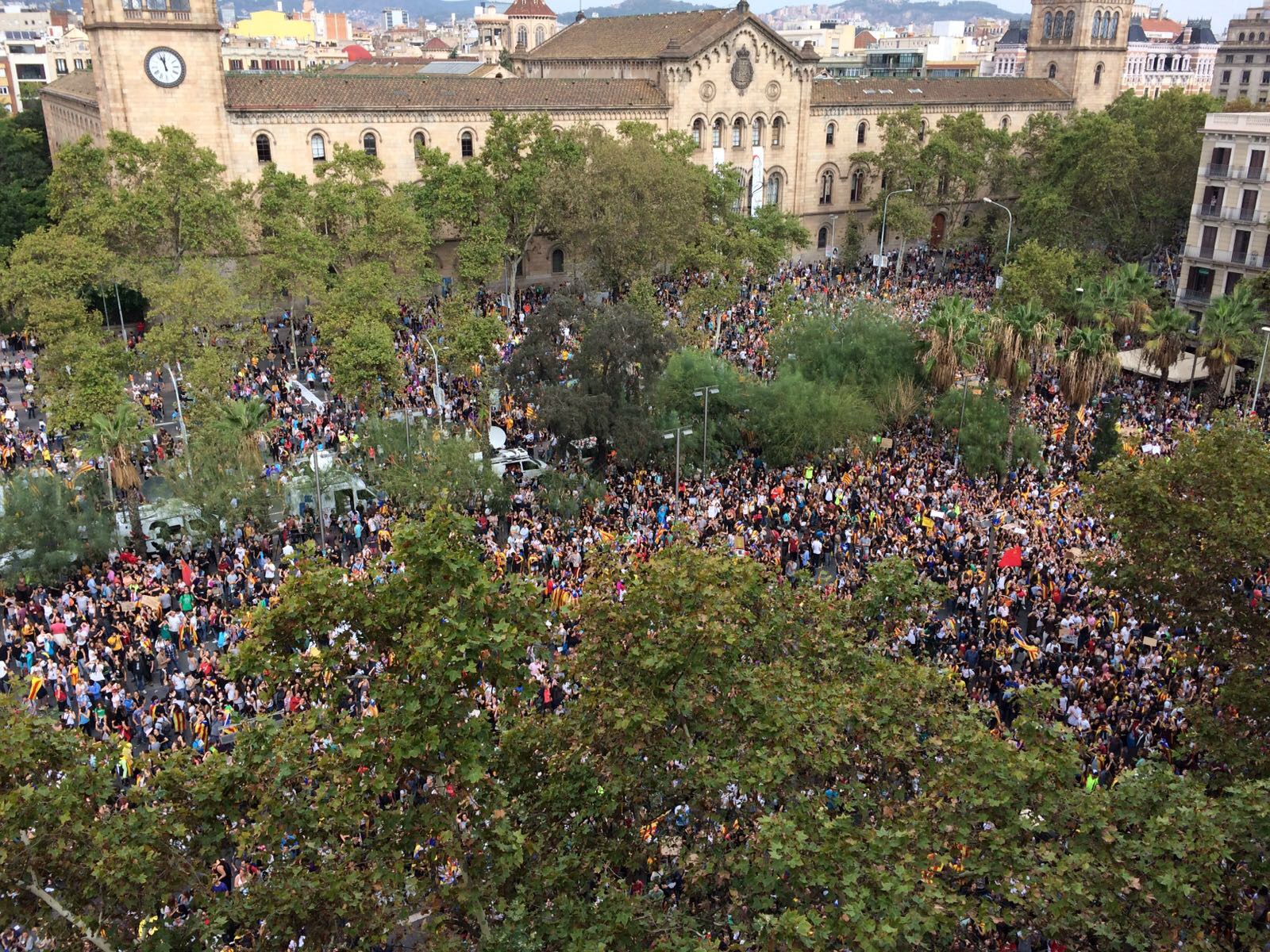
Plaça Universitat (Barcelona), 3 d'octubre 2017.

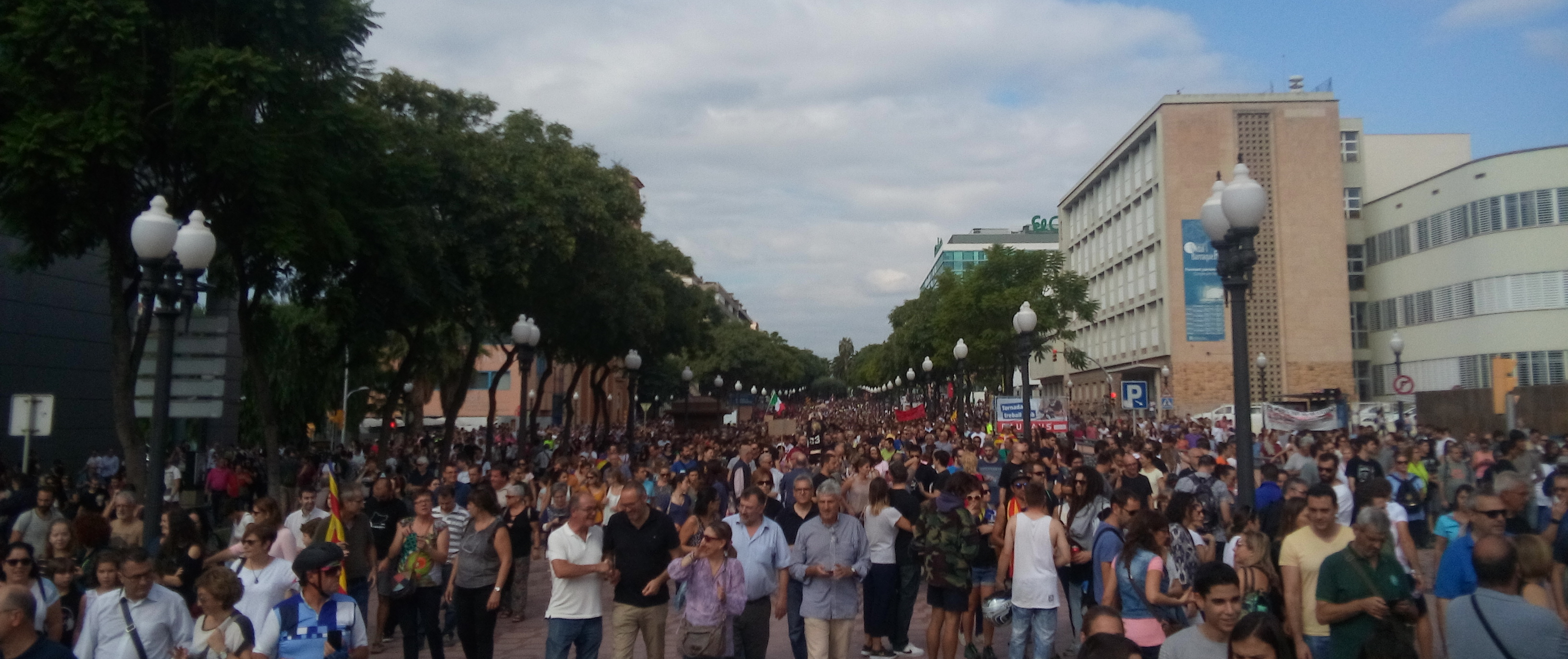
Rambla President Lluís Companys a Tarragona durant el matí.

Durant el matí es produïren concentracions en un gran nombre de ciutats del principat: 45.000 persones es manifestaren a Lleida,15.000 persones a Manresa, 40.000 a Girona, 25.000 a Sabadell, 10.000 a Badalona; 8.000 a Figueres, 5.000 a Tarragona; també es produïren concentracions de milers i centenars de persones en altres punts. A Barcelona 300.000 persones, segons la Guàrdia Urbana, es manifestaren a la plaça Universitat i al centre
Durant la tarda, es van produir concentracions massives a un gran nombre de ciutats del Principat: 700.000 persones es manifestaren a Barcelona, centenars de milers al Passeig de Gràcia i Via Laietana, en la convocatòria de les centrals CGT, COS, CNT i IAC, a més dels comitès de defensa, i partits i entitats com Assemblea Pagesa, Bombers en Lluita, Estibadors de Barcelona, SEPC, Sindicat d'Estudiants, Front d'Estudiants, Sindicat de Músics, XES, Assemblea Groga, Marxa per la Dignitat, Marea Pensionista, Parlament Ciutadà, Corrent Roig, Lluita Internacionalista, Embat, Revolta Global, Endavant (OSAN), Procés Constituent, Podem o CUP, i altres desenes de milers a la Plaça Universitat de la mateixa ciutat convocades per ANC i Òmnium; 60.000 a Girona, 45.000 a Lleida; 35.000 a Tarragona; 30.000 a Vic; 25.000 a Sabadell; entre 15.000 i 17.000 a Badalona; 5.000 a Tortosa; 2.000 a Moià; també es produïren concentracions de milers i centenars de persones en altres punts.

### Cobertura dels mitjans de comunicació
Durant la vaga del 3 d'octubre la cobertura dels mitjans de comunicació fou diferent que en altres protestes. També es varen detectar diferències entre els mitjans catalans i els espanyols i es van rebre moltes crítiques.
Diversos mitjans de comunicació tradicionals com TV3 es van adherir a la vaga general, fet que no passava des de feia molt de temps. El mateix passà amb la televisió privada 8TV. Catalunya Ràdio i RAC1 també decidiren adherir-se a la vaga i interromperen la seva programació habitual, i els diaris ARA i El Punt Avui no sortiren aquell dia als quioscs, també per adhesió a la vaga.
Les diferències entre formes de tractar la informació es poden veure en un informe de Mèdia.cat que va mesurar la presència de tertulians a favor de la independència, en contra o neutres a mitjans catalans i espanyols. Als mitjans públics catalans –es van analitzar Els Matins de TV3, el programa 2324 del 3/24 i El Matí de Catalunya Ràdio, un 72% dels tertulians eren favorables a la consulta del 9-N i un 28% hi eren contraris. Un 63% eren favorables a la independència, un 30% hi eren contraris i un 7%, neutres. Als mitjans públics espanyols –incloent les tertúlies de Los Desayunos de TVE, La Noche en 24 horas del Canal 24 horas i Las Mañanas de RNE-, hi havia un 0% de tertulians favorables a la consulta i un 100% de contraris. Tampoc n'hi havia cap a favor de la independència de Catalunya, tots hi eren contraris.”
Però aquestes diferències segueixen presents i el Consell d'Informatius de TVE va exigir el 28 de setembre que calia respectar la independència dels treballadors que havien de treballar sense pressions i es dirigia a RTVE per a dir-los que estan obligats a "respectar la pluralitat en totes les informacions, debats i tertúlies". Però els següents dies les cobertures varen seguir essent qüestionades i els treballadors i treballadores van demanar la dimissió del director d'informatius; i van protestar a Madrid i Barcelona queixant-se de la manipulació a les xarxes socials. Conseqüentment, un terç del Consell d'Administració de RTVE va demanar la compareixença de José Antonio Álvarez Gundín, director dels serveis informatius, perquè expliqui la cobertura del referèndum.

### Seguiment
Segons les dades del Ministeri de Treball unes 2.200.000 persones van quedar registrades com a vaguistes en adherir-se formalment a la convocatòria dels sindicats, sense incloure per exemple els que van fer vacances o els que no van poder arribar al seu lloc de treball entre altres casuístiques. Això representa més del 81% d'assalariats de Catalunya i més d'un 67% si s'hi inclouen els empresaris, cooperativistes, autònoms i comerciants. Són unes dades molt superiors a anteriors jornades de vaga general com la de març o novembre de 2012, s'ha de retrocedir fins als anys 80 per trobar alguna vaga general amb una incidència similar pel que fa a hores treballades, nombre de vaguistes i mobilitzacions al carrer.

## Impulsors
A partir del 20 de setembre:
- Confederació General del Treball
- Confederació Nacional del Treball
- Coordinadora Obrera Sindical
- Intersindical-CSC
- Intersindical Alternativa de Catalunya

A partir de l'1 d'octubre:
- Taula per la Democràcia (ANC, Òmnium Cultural, UGT, CCOO, PIMEC, CECOT, etc.)
- Comitès de Defensa de la República